# Fortunello
Fortunello è un personaggio di Ettore Petrolini basato sul personaggio dei fumetti Happy Hooligan, del disegnatore Frederick Burr Opper creato nel 1899, le cui storie sono state pubblicate in Italia dal 1910 sul Corriere dei Piccoli col nome italianizzato di "Fortunello".

## Il personaggio dei fumetti

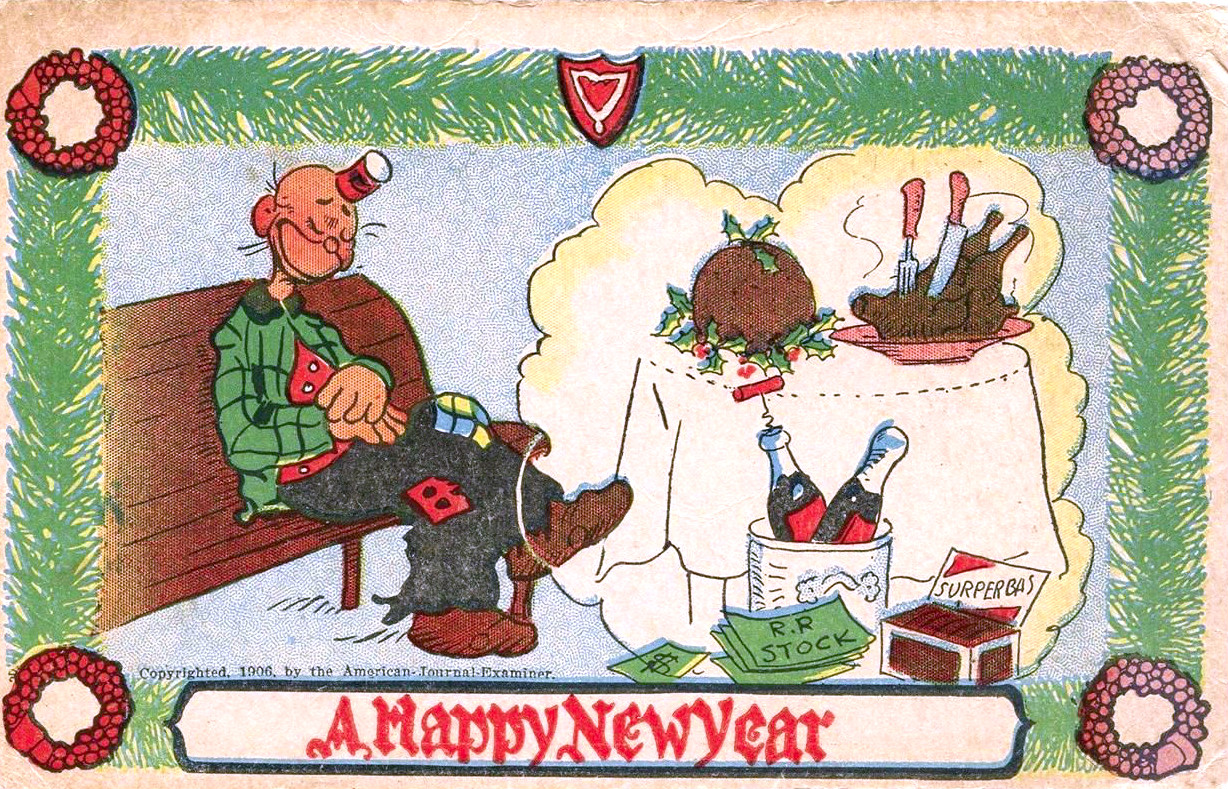
Il personaggio rappresentato su una cartolina di auguri del 1906

Il personaggio creato e disegnato da Frederick Burr Opper, apparve per la prima volta nel 1899 sul giornale di New York American Journal, pubblicato anche in Italia periodico per bambini il Corriere dei Piccoli con il nome di "Fortunello" a partire dal 1910.
Il protagonista delle storie disegnate è di origine statunitense, vestito con un abito ricavato da scampoli di stoffe diverse. Come copricapo indossa, senza motivo apparente, una lattina di metallo vuota. Happy Hooligan è perseguitato dalla sfortuna che trasforma tutte le sue vicende in storie comiche. A fare da contorno al protagonista vi sono tre monelli vestiti come lui e in italiano chiamati "Fortunellini", una Mula dal carattere irritabile di nome Maud (nella versione italiana "La Checca"). Altri comprimari delle storie sono la coppia dei simpatici Léon e Ciccio, e i due francesi Gaston e Alphonse, il primo molto alto e il secondo molto basso, estremamente gentili e dai modi affettati.

## Il personaggio teatrale

Foto di scena film Nerone con Ettore Petrolini

Nel 1915 Fortunello apparve tra le macchiette del repertorio di Ettore Petrolini da lui interpretate nella rivista Zero meno zero di Luciano Folgore. Il personaggio riscosse subito un grande successo anche tra gli esponenti del movimento futurista: Filippo Tommaso Marinetti ebbe modo di esprimersi con entusiasmo nei confronti del personaggio , definendolo "il più difficilmente analizzabile dei capolavori petroliniani" ponendo l'accento sulle movenze e i ritmi automatici e meccanici, nonché sull'assurdità delle battute e sulle "rime grottesche". La macchietta di Petrolini fu più tardi inserita anche nel film Nerone di Alessandro Blasetti (1930).
Il personaggio si introduce in scena camminando a penzoloni secondo un tema musicale che lo accompagna in alcuni momenti dei suoi sketch.
Nel 1918 Fortunello ebbe un emulo nel film Le peripezie dell'emulo di Fortunello e compagni, con Paola Pezzaglia e Cesare Zocchi Collani.

## Influenza culturale

Alvaro Leonardi sul suo Nieuport 11 indica l'insegna portafortuna di "Fortunello"

Il personaggio dei fumetti è stata ispirazione per alcuni noti personaggi teatrali e cinematografici: oltre al personaggio interpretato da Petrolini, alcune critiche sostengono che lo stesso Charlie Chaplin abbia tratto ispirazione da Happy Hooligan per la sua maschera di Charlot.
A Fortunello è dedicata l'omonima canzone dei Tre Allegri Ragazzi Morti, contenuta nell'album Allegro pogo morto.
Il personaggio di Fortunello è citato ed ispira la canzone Se fossi più simpatica sarei meno antipatica di Giuni Russo.
Fortunello era la mascotte di molti piloti della 80ª Squadriglia da caccia durante la Prima guerra mondiale, tra i quali l'asso sergente pilota Alvaro Leonardi.